# 17071 Spiride
17071 Spiride è un asteroide della fascia principale. Scoperto nel 1999, presenta un'orbita caratterizzata da un semiasse maggiore pari a 2,439828 UA e da un'eccentricità di 0,163028, inclinata di 4,314035° rispetto all'eclittica. Ha un diametro di 4,280 km.